# Achilles '29 in het seizoen 2014/15
In het seizoen 2014/15 kwam Achilles '29 voor het tweede jaar op rij uit in de Eerste Divisie in het kader van een tweejarige pilot. In deze twee jaar kon het net als de beloftenelftallen van AFC Ajax, PSV en FC Twente niet degraderen, promoveren of meedoen in de play-offs voor promotie.
Dit seizoen was het tweede seizoen onder François Gesthuizen. De Millingenaar nam het een jaar eerder over van Jan van Deinsen en volgde in dit seizoen de cursus Coach Betaald Voetbal. Vanaf het volgende seizoen wordt hij vervangen door Eric Meijers, die na drie jaar terugkeert als coach bij de club.
De eerste officiële wedstrijd van het seizoen werd gespeeld in het tweede weekend van augustus tegen Jong PSV (2-0 verlies). De laatste wedstrijd werd thuis gespeeld in het tweede weekend van mei tegen Jong FC Twente (1-0 verlies). Achilles eindigde met 33 punten op de achttiende plaats, waardoor de club twee plaatsen hoger eindigde dan het seizoen ervoor.
In de landelijke KNVB beker stroomde Achilles '29 in de tweede ronde in, waarin het eredivisionist FC Twente ontving. De wedstrijd ging met 3-1 verloren.

## Selectie 2014/15

### Complete selectie
| Nummer          | Nationaliteit                                       | Naam                | Contract tot | Geboortedatum    | Geboorteplaats   | Vorige club               | Notitie    |
| --------------- | --------------------------------------------------- | ------------------- | ------------ | ---------------- | ---------------- | ------------------------- | ---------- |
| Doelverdediging |                                                     |                     |              |                  |                  |                           |            |
| 1               | Vlag van Nederland                                  | Leon ter Wielen     | 30 juni 2016 | 31 augustus 1988 | Raalte           | PEC Zwolle                |            |
| 12              | Vlag van Nederland                                  | Richard Verwoert    | 30 juni 2015 | 14 mei 1992      | Barendrecht      | Achilles '29 2            | [J]        |
| 16              | Vlag van Nederland                                  | Simon van Beers     | 30 juni 2016 | 2 juni 1994      | Tilburg          | FC Den Bosch              |            |
| Verdediging     |                                                     |                     |              |                  |                  |                           |            |
| 2               | Vlag van Nederland                                  | Steven Edwards      | 30 juni 2015 | 15 januari 1991  | Breda            | NAC Breda                 |            |
| 3               | Vlag van Nederland                                  | Tim Sanders         | 30 juni 2015 | 6 januari 1986   | Wehl             | SV Hönnepel-Niedermörmter |            |
| 4               | Vlag van Nederland · Vlag van Turkije               | Mehmet Dingil       | 30 juni 2017 | 28 november 1989 | Veghel           | JVC Cuijk                 |            |
| 5               | Vlag van Nederland                                  | Tim Konings         | 30 juni 2015 | 17 oktober 1985  | Eindhoven        | VV De Bataven             |            |
| 11              | Vlag van Nederland                                  | Tim Verhoeven       | 30 juni 2015 | 20 februari 1985 | 's-Hertogenbosch | SV TOP                    | +          |
| 15              | Vlag van Nederland · Vlag van Bosnië en Herzegovina | Stefan Maletić      | 30 juni 2015 | 9 april 1987     | Belgrado         | Radnik Bijeljina          | [V]        |
| 20              | Vlag van Nederland                                  | Nicky van de Groes  | 30 juni 2015 | 20 november 1985 | Heumen           | Sportclub N.E.C.          |            |
| 21              | Vlag van Nederland                                  | Migiel Zeller       | 30 juni 2015 | 18 april 1993    | Nijmegen         | SV Juliana '31            |            |
| -               | Vlag van Duitsland                                  | Tobias Thurau       | 30 juni 2015 | 17 juli 1989     | ?                | SV Siegfried Materborn    | [V]        |
| Middenveld      |                                                     |                     |              |                  |                  |                           |            |
| 6               | Vlag van Nederland                                  | Lion Kaak           | 30 juni 2015 | 26 juni 1991     | Hengelo (Gld)    | Valencia CF Mestalla      | [V]        |
| 6               | Vlag van Spanje                                     | Fernando Quesada    | 30 juni 2015 | 5 januari 1994   | Sabadell         | FC Utrecht                | [H][V]     |
| 7               | Vlag van Nederland                                  | Daan Paau           | 30 juni 2016 | 11 november 1985 | Heumen           | SV AWC                    |            |
| 8               | Vlag van Nederland                                  | Twan Smits          | 30 juni 2015 | 20 december 1985 | Weurt            | SV Juliana '31            |            |
| 13              | Vlag van Nederland                                  | Jop van Steen       | 30 juni 2016 | 21 december 1984 | Nijmegen         | RKHVV                     |            |
| 18              | Vlag van Nederland · Vlag van Turkije               | Kürşad Sürmeli      | 30 juni 2017 | 14 augustus 1995 | Nijmegen         | Sportclub N.E.C.          |            |
| 19              | Vlag van Nederland · Vlag van Afghanistan           | Esmat Shanwary      | 30 juni 2015 | 9 oktober 1993   | Kabul            | FC Utrecht                |            |
| 22              | Vlag van Nederland                                  | Levi Raja Boean     | 30 juni 2016 | 12 april 1993    | Nijmegen         | N.E.C./FC Oss             |            |
| 23              | Vlag van Nederland                                  | Daniël van Straaten | 30 juni 2016 | 25 juli 1985     | Nijmegen         | SV Juliana '31            |            |
| 24              | Vlag van Nederland                                  | Ruben de Bruin      | 30 juni 2015 | 3 augustus 1994  | Groesbeek        | Achilles '29 2            | [J]        |
| -               | Vlag van Nederland                                  | Tim Visser          | 30 juni 2015 | ?                | ?                | Achilles '29 2            | [J]        |
| Aanval          |                                                     |                     |              |                  |                  |                           |            |
| 9               | Vlag van Nederland · Vlag van Ghana                 | Frank Wiafe Danquah | 30 juni 2015 | 14 oktober 1989  | Amsterdam        | Târgu Mureș               |            |
| 10              | Vlag van Nederland                                  | Thijs Hendriks      | 30 juni 2017 | 5 februari 1985  | Malden           | N.E.C.                    | Aanvoerder |
| 14              | Vlag van Nederland                                  | Rutger Worm         | 30 juni 2015 | 1 februari 1986  | Nijmegen         | Chiangrai United          |            |
| 17              | Vlag van Nederland                                  | Freek Thoone        | 30 juni 2017 | 29 juni 1985     | Leunen           | SV Venray                 |            |
| 25              | Vlag van Nederland · Vlag van Suriname              | Sergio Zijler       | 30 juni 2015 | 8 juli 1987      | Rotterdam        | NK Zelina                 | [V]        |

[J] - Is afkomstig uit de jeugdafdeling van Achilles '29
[V] - Heeft gedurende het seizoen de club verlaten
[H] - Wordt gedurende het seizoen gehuurd van een andere club
 - Is de aanvoerder
 + - Is de vice-aanvoerder
 - Is geblesseerd

### Transfers

#### Zomer
| Rugnr. | Naam                 | Nation.                                             | Positie      | Afkomstig van          |
| ------ | -------------------- | --------------------------------------------------- | ------------ | ---------------------- |
| 1      | 0Leon ter Wielen     | Vlag van Nederland                                  | Doelman      | 0 PEC Zwolle           |
| 4      | 0Mehmet Dingil       | Vlag van Nederland                                  | Verdediger   | 0 JVC Cuijk            |
| 6      | 0Andersson Jamal     | Vlag van Nederland                                  | Middenvelder | 0 onbekend             |
| 6      | 0Lion Kaak           | Vlag van Nederland                                  | Middenvelder | 0 Valencia CF Mestalla |
| 9      | 0Spiros Lomis        | Vlag van Nederland · Vlag van Griekenland           | Aanvaller    | 0 De Kennemers         |
| 9      | 0Frank Wiafe Danquah | Vlag van Nederland · Vlag van Ghana                 | Aanvaller    | 0 Târgu Mureș          |
| 14     | 0Rutger Worm         | Vlag van Nederland                                  | Aanvaller    | 0 Chiangrai United     |
| 15     | 0Stefan Maletić      | Vlag van Nederland · Vlag van Bosnië en Herzegovina | Verdediger   | 0 Radnik Bijeljina     |
| 16     | 0Simon van Beers     | Vlag van Nederland                                  | Doelman      | 0 FC Den Bosch         |
| 19     | 0Esmat Shanwary      | Vlag van Nederland · Vlag van Afghanistan           | Middenvelder | 0 FC Utrecht           |
| 24     | 0Ruben de Bruin      | Vlag van Nederland                                  | Middenvelder | 0Jeugdopleiding        |
| 25     | 0Sergio Zijler       | Vlag van Nederland · Vlag van Suriname              | Aanvaller    | 0 NK Zelina            |

| Rugnr. | Naam                | Nation.                                   | Positie      | Vertrekkend naar      |
| ------ | ------------------- | ----------------------------------------- | ------------ | --------------------- |
| 1      | 0Nick Hengelman     | Vlag van Nederland                        | Doelman      | 0 FC Oss              |
| 4      | 0Laurens Rijnbeek   | Vlag van Nederland                        | Verdediger   | 0 VV Bennekom         |
| 6      | 0Kay Thomassen      | Vlag van Nederland                        | Middenvelder | 0 Quick 1888          |
| 6      | 0Andersson Jamal    | Vlag van Nederland                        | Middenvelder | 0 onbekend            |
| 9      | 0Remon van Bochoven | Vlag van Nederland                        | Aanvaller    | 0 VV Haaglandia       |
| 9      | 0Spiros Lomis       | Vlag van Nederland · Vlag van Griekenland | Aanvaller    | 0 onbekend            |
| 12     | 0Christian de Haan  | Vlag van Nederland                        | Doelman      | 0 GVVV                |
| 14     | 0Frank Hol          | Vlag van Nederland                        | Aanvaller    | 0 VV IJsselmeervogels |
| 16     | 0Sam van der Schot  | Vlag van Nederland                        | Middenvelder | 0 SV Juliana '31      |
| 19     | 0Mark Roebbers      | Vlag van Nederland                        | Middenvelder | 0 Sportclub N.E.C.    |
| 24     | 0Rik Schouw         | Vlag van Nederland                        | Middenvelder | 0 RKSV Halsteren      |

#### Winter
| Rugnr. | Naam              | Nation.            | Positie      | Afkomstig van       |
| ------ | ----------------- | ------------------ | ------------ | ------------------- |
| 6      | 0Fernando Quesada | Vlag van Spanje    | Middenvelder | 0 FC Utrecht (huur) |
| -      | 0Tim Visser       | Vlag van Nederland | Middenvelder | 0Jeugdopleiding     |

| Rugnr. | Naam              | Nation.                                             | Positie      | Vertrekkend naar          |
| ------ | ----------------- | --------------------------------------------------- | ------------ | ------------------------- |
| 15     | 0Stefan Maletić   | Vlag van Nederland · Vlag van Bosnië en Herzegovina | Verdediger   | 0 Burton Albion FC        |
| 6      | 0Lion Kaak        | Vlag van Nederland                                  | Middenvelder | 0 De Graafschap           |
| 25     | 0Sergio Zijler    | Vlag van Nederland · Vlag van Suriname              | Aanvaller    | 0 FC Universitatea Cluj   |
| -      | 0Tobias Thurau    | Vlag van Duitsland                                  | Verdediger   | 0 1. FC Kleve             |
| 6      | 0Fernando Quesada | Vlag van Spanje                                     | Middenvelder | 0 FC Utrecht (einde huur) |

### Technische staf
| Naam                 | Nation.            | Functie            |
| -------------------- | ------------------ | ------------------ |
| 0François Gesthuizen | Vlag van Nederland | 0Hoofdtrainer      |
| 0Frans Derks         | Vlag van Nederland | 0Assistent-trainer |
| 0Twan Centen         | Vlag van Nederland | 0Keeperstrainer    |
| 0Tom Patricola       | Vlag van Nederland | 0Verzorger         |
| 0Bart Potjes         | Vlag van Nederland | 0Verzorger         |
| 0Leon Wijers         | Vlag van Nederland | 0Elftalleider      |
| 0Arno Nillessen      | Vlag van Nederland | 0Materiaalman      |
| 0Wim Wellesen        | Vlag van Nederland | 0Materiaalman      |
| 0Stefan Kersten      | Vlag van Nederland | 0Teammanager       |

## Vriendschappelijke wedstrijden
Hieronder staat een overzicht van de vriendschappelijke wedstrijden die Achilles '29 speelde in het seizoen 2014/15. De gescoorde goals worden niet meegeteld in de lijst voor topschutters.

### Voorbereiding
|                       |              |               |                                            |                                                   |
| 5 juli 2014 16:00 uur | SC Millingen | 0 - 4 (0 - 1) | Achilles '29                               | Stadion: Sportpark De Hove, Millingen aan de Rijn |
| 5 juli 2014 16:00 uur |              | Verslag       | 29' Worm 60' De Bruin 77' Thoone 88' Lomis | Stadion: Sportpark De Hove, Millingen aan de Rijn |
| 5 juli 2014 16:00 uur |              |               |                                            | Stadion: Sportpark De Hove, Millingen aan de Rijn |
| 5 juli 2014 16:00 uur |              |               |                                            | Stadion: Sportpark De Hove, Millingen aan de Rijn |
|                       |              |               |                                            |                                                   |

|                        |                            |               |                                                              |                                        |
| 12 juli 2014 18:00 uur | VV Rood Wit                | 2 - 5 (1 - 3) | Achilles '29                                                 | Stadion: Sportpark Rood Wit, Groesbeek |
| 12 juli 2014 18:00 uur | Kerkhof 43' Van de Bos 85' | Verslag       | 4' De Bruin 35' Van Steen 45' Smits 53' Maletić 65' Hendriks | Stadion: Sportpark Rood Wit, Groesbeek |
| 12 juli 2014 18:00 uur |                            |               |                                                              | Stadion: Sportpark Rood Wit, Groesbeek |
| 12 juli 2014 18:00 uur |                            |               |                                                              | Stadion: Sportpark Rood Wit, Groesbeek |
|                        |                            |               |                                                              |                                        |

|                        |                   |               |              |                                            |
| 19 juli 2014 11:00 uur | AFC Ajax          | 2 - 1 (1 - 0) | Achilles '29 | Stadion: Sportpark De Stockakker, De Lutte |
| 19 juli 2014 11:00 uur | De Sa 9' Sana 72' | Verslag       | 74' Hendriks | Stadion: Sportpark De Stockakker, De Lutte |
| 19 juli 2014 11:00 uur |                   |               |              | Stadion: Sportpark De Stockakker, De Lutte |
| 19 juli 2014 11:00 uur |                   |               |              | Stadion: Sportpark De Stockakker, De Lutte |
|                        |                   |               |              |                                            |

|                        |                              |               |                                                       |                                          |
| 23 juli 2014 19:30 uur | Achilles '29                 | 2 - 5 (1 - 2) | Sporting Lissabon                                     | Stadion: Sportpark De Heikant, Groesbeek |
| 23 juli 2014 19:30 uur | Raja Boean 40' Van Steen 78' | Verslag       | 4' Tobias 20' Tanaka 57' Héldon 64' Tanaka 74' Tanaka | Stadion: Sportpark De Heikant, Groesbeek |
| 23 juli 2014 19:30 uur |                              |               |                                                       | Stadion: Sportpark De Heikant, Groesbeek |
| 23 juli 2014 19:30 uur |                              |               |                                                       | Stadion: Sportpark De Heikant, Groesbeek |
|                        |                              |               |                                                       |                                          |

|                        |                               |               |                                   |                                          |
| 26 juli 2014 15:00 uur | Achilles '29                  | 3 - 2 (2 - 0) | JVC Cuijk                         | Stadion: Sportpark De Heikant, Groesbeek |
| 26 juli 2014 15:00 uur | Worm 4' Worm 35' Shanwary 54' | Verslag       | 66' Latupeirissa 77' Van der Laan | Stadion: Sportpark De Heikant, Groesbeek |
| 26 juli 2014 15:00 uur |                               |               |                                   | Stadion: Sportpark De Heikant, Groesbeek |
| 26 juli 2014 15:00 uur |                               |               |                                   | Stadion: Sportpark De Heikant, Groesbeek |
|                        |                               |               |                                   |                                          |

|                        |               |               |               |                                          |
| 29 juli 2014 19:30 uur | Achilles '29  | 1 - 1 (1 - 0) | Ittihad FC    | Stadion: Sportpark De Heikant, Groesbeek |
| 29 juli 2014 19:30 uur | Van Steen 10' | Verslag       | 47' Al-Ghamdi | Stadion: Sportpark De Heikant, Groesbeek |
| 29 juli 2014 19:30 uur |               |               |               | Stadion: Sportpark De Heikant, Groesbeek |
| 29 juli 2014 19:30 uur |               |               |               | Stadion: Sportpark De Heikant, Groesbeek |
|                        |               |               |               |                                          |

|                           |              |               |                                   |                                       |
| 2 augustus 2014 16:00 uur | Rohda Raalte | 0 - 3 (0 - 1) | Achilles '29                      | Stadion: Sportpark De Muggert, Wesepe |
| 2 augustus 2014 16:00 uur |              | Verslag       | 38' Dingil 78' Sürmeli 79' Thoone | Stadion: Sportpark De Muggert, Wesepe |
| 2 augustus 2014 16:00 uur |              |               |                                   | Stadion: Sportpark De Muggert, Wesepe |
| 2 augustus 2014 16:00 uur |              |               |                                   | Stadion: Sportpark De Muggert, Wesepe |
|                           |              |               |                                   |                                       |

|                           |        |               |                                                    |                                 |
| 4 augustus 2014 19:30 uur | Theole | 0 - 4 (0 - 2) | Achilles '29                                       | Stadion: Sportpark Drumpt, Tiel |
| 4 augustus 2014 19:30 uur |        | Verslag       | 7' Shanwary 27' Shanwary 86' Hendriks 89' Hendriks | Stadion: Sportpark Drumpt, Tiel |
| 4 augustus 2014 19:30 uur |        |               |                                                    | Stadion: Sportpark Drumpt, Tiel |
| 4 augustus 2014 19:30 uur |        |               |                                                    | Stadion: Sportpark Drumpt, Tiel |
|                           |        |               |                                                    |                                 |

### Winterstop
|                          |                        |               |               |                                          |
| 6 januari 2015 20:00 uur | Achilles '29           | 2 - 1 (2 - 0) | RKSV Leonidas | Stadion: Sportpark De Heikant, Groesbeek |
| 6 januari 2015 20:00 uur | Wiafe 17' Hendriks 29' | Verslag       | 85' Kazbogan  | Stadion: Sportpark De Heikant, Groesbeek |
| 6 januari 2015 20:00 uur |                        |               |               | Stadion: Sportpark De Heikant, Groesbeek |
| 6 januari 2015 20:00 uur |                        |               |               | Stadion: Sportpark De Heikant, Groesbeek |
|                          |                        |               |               |                                          |

|                           |           |               |              |                                        |
| 10 januari 2015 14:30 uur | VVV-Venlo | 0 - 1 (0 - 0) | Achilles '29 | Stadion: Seacon Stadion De Koel, Venlo |
| 10 januari 2015 14:30 uur |           | Verslag       | 61' Sürmeli  | Stadion: Seacon Stadion De Koel, Venlo |
| 10 januari 2015 14:30 uur |           |               |              | Stadion: Seacon Stadion De Koel, Venlo |
| 10 januari 2015 14:30 uur |           |               |              | Stadion: Seacon Stadion De Koel, Venlo |
|                           |           |               |              |                                        |

## Eerste divisie

### Eindstand
Hieronder staat een gedeelte van de eindstand in de Jupiler League in het seizoen 2014/15.
| #   | Club             | GS | W  | G | V  | P  | DV | DT | DS  | Resultaat     |
| --- | ---------------- | -- | -- | - | -- | -- | -- | -- | --- | ------------- |
| 16. | 0FC Den Bosch    | 38 | 10 | 9 | 19 | 39 | 46 | 61 | −15 | 0Lijfsbehoud0 |
| 17. | 0Helmond Sport   | 38 | 10 | 8 | 20 | 38 | 52 | 85 | −33 | 0Lijfsbehoud0 |
| 18. | 0Achilles '29    | 38 | 8  | 9 | 21 | 33 | 44 | 71 | −27 | 0Lijfsbehoud0 |
| 19. | 0Fortuna Sittard | 38 | 7  | 8 | 23 | 29 | 30 | 72 | −42 | 0Lijfsbehoud0 |
| 20. | 0RKC Waalwijk    | 38 | 7  | 8 | 23 | 29 | 39 | 82 | −43 | 0Lijfsbehoud0 |

Hieronder staat de stand en het aantal punten van Achilles '29 per speelronde weergegeven in de Jupiler League in het seizoen 2014/15.
| Speelronde              | 01 | 02 | 03 | 04 | 05 | 06 | 07 | 08 | 09 | 10 | 11 | 12 | 13 | 14 | 15 | 16 | 17 | 18 | 19 | 20 | 21 | 22 | 23 | 24 | 25 | 26 | 27 | 23 | 28 | 29 | 30 | 31 | 32 | 33 | 34 | 35 | 36 | 37 | 38 | Eindstand |
| ----------------------- | -- | -- | -- | -- | -- | -- | -- | -- | -- | -- | -- | -- | -- | -- | -- | -- | -- | -- | -- | -- | -- | -- | -- | -- | -- | -- | -- | -- | -- | -- | -- | -- | -- | -- | -- | -- | -- | -- | -- | --------- |
| Punten in de speelronde | 0  | 0  | 0  | 3  | 0  | 0  | 1  | 3  | 0  | 0  | 0  | 0  | 1  | 3  | 3  | 0  | 0  | 3  | 1  | 3  | 1  | 1  | -  | 0  | 1  | 0  | 1  | 0  | 3  | 0  | 1  | 3  | 0  | 0  | 0  | 1  | 0  | 0  | 0  | Eindstand |
| Puntentotaal            | 0  | 0  | 0  | 3  | 3  | 3  | 4  | 7  | 7  | 7  | 7  | 7  | 8  | 11 | 14 | 14 | 14 | 17 | 18 | 21 | 22 | 23 | 23 | 23 | 24 | 24 | 25 | 25 | 28 | 28 | 29 | 32 | 32 | 32 | 32 | 33 | 33 | 33 | 33 | 33        |
| Stand                   | 17 | 18 | 20 | 19 | 20 | 20 | 20 | 15 | 15 | 17 | 19 | 18 | 19 | 16 | 16 | 17 | 18 | 16 | 15 | 14 | 14 | 14 | 14 | 14 | 15 | 15 | 16 | 16 | 16 | 17 | 17 | 15 | 17 | 17 | 17 | 17 | 18 | 18 | 18 | 18        |

### Programma
Hieronder staat een overzicht van de wedstrijden die Achilles '29 speelt in de Jupiler League in het seizoen 2014/15.
|                             |                         |               |                       |                                                                                              |
| 1 9 augustus 2014 16:30 uur | Jong PSV                | 2 - 0 (2 - 0) | Achilles '29          | Stadion: Sportpark De Herdgang, Eindhoven Toeschouwers: 1.250 Scheidsrechter: Christiaan Bax |
| 1 9 augustus 2014 16:30 uur | Bakkali 19' Rommens 45' | Verslag       | 31' Smits 60' Maletić | Stadion: Sportpark De Herdgang, Eindhoven Toeschouwers: 1.250 Scheidsrechter: Christiaan Bax |
| 1 9 augustus 2014 16:30 uur |                         |               |                       | Stadion: Sportpark De Herdgang, Eindhoven Toeschouwers: 1.250 Scheidsrechter: Christiaan Bax |
| 1 9 augustus 2014 16:30 uur |                         |               |                       | Stadion: Sportpark De Herdgang, Eindhoven Toeschouwers: 1.250 Scheidsrechter: Christiaan Bax |
|                             |                         |               |                       |                                                                                              |

|                              |                                     |               |                                                             |                                                                                            |
| 2 15 augustus 2014 20:00 uur | Achilles '29                        | 1 - 3 (0 - 1) | Sparta Rotterdam                                            | Stadion: Sportpark De Heikant, Groesbeek Toeschouwers: 2.230 Scheidsrechter: Siemen Mulder |
| 2 15 augustus 2014 20:00 uur | Konings 23' Hendriks 52' Zeller 72' | Verslag       | 11' Breedijk 44' Nys 55' Verhaar 90' Kortsmit 90+3' Verhaar | Stadion: Sportpark De Heikant, Groesbeek Toeschouwers: 2.230 Scheidsrechter: Siemen Mulder |
| 2 15 augustus 2014 20:00 uur |                                     |               |                                                             | Stadion: Sportpark De Heikant, Groesbeek Toeschouwers: 2.230 Scheidsrechter: Siemen Mulder |
| 2 15 augustus 2014 20:00 uur |                                     |               |                                                             | Stadion: Sportpark De Heikant, Groesbeek Toeschouwers: 2.230 Scheidsrechter: Siemen Mulder |
|                              |                                     |               |                                                             |                                                                                            |

|                              |                                             |               |                                       |                                                                                     |
| 3 22 augustus 2014 20:00 uur | Telstar                                     | 2 - 0 (1 - 0) | Achilles '29                          | Stadion: Tata Steel Stadion, Velsen Toeschouwers: 1.510 Scheidsrechter: Tom Koekoek |
| 3 22 augustus 2014 20:00 uur | Seuntjens 20' Van Essen 66' Varkevisser 90' | Verslag       | 25' Sürmeli 51' Zeller 78' Raja Boean | Stadion: Tata Steel Stadion, Velsen Toeschouwers: 1.510 Scheidsrechter: Tom Koekoek |
| 3 22 augustus 2014 20:00 uur |                                             |               |                                       | Stadion: Tata Steel Stadion, Velsen Toeschouwers: 1.510 Scheidsrechter: Tom Koekoek |
| 3 22 augustus 2014 20:00 uur |                                             |               |                                       | Stadion: Tata Steel Stadion, Velsen Toeschouwers: 1.510 Scheidsrechter: Tom Koekoek |
|                              |                                             |               |                                       |                                                                                     |

|                              |                                                                          |               |                                  |                                                                                              |
| 4 25 augustus 2014 20:00 uur | Achilles '29                                                             | 3 - 2 (1 - 0) | Jong Ajax                        | Stadion: Sportpark De Heikant, Groesbeek Toeschouwers: 2.170 Scheidsrechter: Allard Lindhout |
| 4 25 augustus 2014 20:00 uur | Maletić 17' Maletić 86' Hendriks 86' Hendriks 90+3' Thijs Hendriks 90+3' | Verslag       | 53' Kishna 66' Menig 82' Denswil | Stadion: Sportpark De Heikant, Groesbeek Toeschouwers: 2.170 Scheidsrechter: Allard Lindhout |
| 4 25 augustus 2014 20:00 uur |                                                                          |               |                                  | Stadion: Sportpark De Heikant, Groesbeek Toeschouwers: 2.170 Scheidsrechter: Allard Lindhout |
| 4 25 augustus 2014 20:00 uur |                                                                          |               |                                  | Stadion: Sportpark De Heikant, Groesbeek Toeschouwers: 2.170 Scheidsrechter: Allard Lindhout |
|                              |                                                                          |               |                                  |                                                                                              |

|                              |              |               |                                                        |                                                                                                   |
| 5 29 augustus 2014 20:00 uur | Achilles '29 | 0 - 3 (0 - 2) | Fortuna Sittard                                        | Stadion: Sportpark De Heikant, Groesbeek Toeschouwers: 1.890 Scheidsrechter: Karel van den Heuvel |
| 5 29 augustus 2014 20:00 uur |              | Verslag       | 26' Conneh 38' Briels 43' Pappot 59' Conneh 84' Conneh | Stadion: Sportpark De Heikant, Groesbeek Toeschouwers: 1.890 Scheidsrechter: Karel van den Heuvel |
| 5 29 augustus 2014 20:00 uur |              |               |                                                        | Stadion: Sportpark De Heikant, Groesbeek Toeschouwers: 1.890 Scheidsrechter: Karel van den Heuvel |
| 5 29 augustus 2014 20:00 uur |              |               |                                                        | Stadion: Sportpark De Heikant, Groesbeek Toeschouwers: 1.890 Scheidsrechter: Karel van den Heuvel |
|                              |              |               |                                                        |                                                                                                   |

|                               |                                   |               |              |                                                                                         |
| 6 13 september 2014 19:45 uur | FC Eindhoven                      | 2 - 0 (0 - 0) | Achilles '29 | Stadion: Jan Louwersstadion, Eindhoven Toeschouwers: 1.823 Scheidsrechter: Stijn Berben |
| 6 13 september 2014 19:45 uur | Van den Hurk 65' Van den Hurk 80' | Verslag       |              | Stadion: Jan Louwersstadion, Eindhoven Toeschouwers: 1.823 Scheidsrechter: Stijn Berben |
| 6 13 september 2014 19:45 uur |                                   |               |              | Stadion: Jan Louwersstadion, Eindhoven Toeschouwers: 1.823 Scheidsrechter: Stijn Berben |
| 6 13 september 2014 19:45 uur |                                   |               |              | Stadion: Jan Louwersstadion, Eindhoven Toeschouwers: 1.823 Scheidsrechter: Stijn Berben |
|                               |                                   |               |              |                                                                                         |

|                               |                                                |               |                                   |                                                                                             |
| 7 19 september 2014 20:00 uur | Achilles '29                                   | 2 - 2 (0 - 1) | FC Oss                            | Stadion: Sportpark De Heikant, Groesbeek Toeschouwers: 1.580 Scheidsrechter: Ingmar Oostrom |
| 7 19 september 2014 20:00 uur | Zeller 39' Hendriks 70' Smits 73' Hendriks 86' | Verslag       | 37' Kamaçi 77' Kok 90+3' Van Veen | Stadion: Sportpark De Heikant, Groesbeek Toeschouwers: 1.580 Scheidsrechter: Ingmar Oostrom |
| 7 19 september 2014 20:00 uur |                                                |               |                                   | Stadion: Sportpark De Heikant, Groesbeek Toeschouwers: 1.580 Scheidsrechter: Ingmar Oostrom |
| 7 19 september 2014 20:00 uur |                                                |               |                                   | Stadion: Sportpark De Heikant, Groesbeek Toeschouwers: 1.580 Scheidsrechter: Ingmar Oostrom |
|                               |                                                |               |                                   |                                                                                             |

|                               |                |               |                                                                  |                                                                                            |
| 8 28 september 2014 14:30 uur | RKC Waalwijk   | 0 - 4 (0 - 2) | Achilles '29                                                     | Stadion: Mandemakers Stadion, Waalwijk Toeschouwers: 2.200 Scheidsrechter: Jochem Kamphuis |
| 8 28 september 2014 14:30 uur | Van Arnhem 20' | Verslag       | 6' Sürmeli 30' Thoone (pen.) 52' Sürmeli 70' Zeller 77' Hendriks | Stadion: Mandemakers Stadion, Waalwijk Toeschouwers: 2.200 Scheidsrechter: Jochem Kamphuis |
| 8 28 september 2014 14:30 uur |                |               |                                                                  | Stadion: Mandemakers Stadion, Waalwijk Toeschouwers: 2.200 Scheidsrechter: Jochem Kamphuis |
| 8 28 september 2014 14:30 uur |                |               |                                                                  | Stadion: Mandemakers Stadion, Waalwijk Toeschouwers: 2.200 Scheidsrechter: Jochem Kamphuis |
|                               |                |               |                                                                  |                                                                                            |

|                            |                                   |               |                                     |                                                                                          |
| 9 3 oktober 2014 20:00 uur | Achilles '29                      | 1 - 2 (0 - 1) | FC Emmen                            | Stadion: Sportpark De Heikant, Groesbeek Toeschouwers: 1.332 Scheidsrechter: Tom Koekoek |
| 9 3 oktober 2014 20:00 uur | Thoone 20' Thoone 86' Wiafe 90+4' | Verslag       | 22' Bergkamp 57' Peters 78' Almeida | Stadion: Sportpark De Heikant, Groesbeek Toeschouwers: 1.332 Scheidsrechter: Tom Koekoek |
| 9 3 oktober 2014 20:00 uur |                                   |               |                                     | Stadion: Sportpark De Heikant, Groesbeek Toeschouwers: 1.332 Scheidsrechter: Tom Koekoek |
| 9 3 oktober 2014 20:00 uur |                                   |               |                                     | Stadion: Sportpark De Heikant, Groesbeek Toeschouwers: 1.332 Scheidsrechter: Tom Koekoek |
|                            |                                   |               |                                     |                                                                                          |

|                              |                       |               |                      |                                                                                              |
| 10 18 oktober 2014 19:45 uur | De Graafschap         | 2 - 0 (0 - 0) | Achilles '29         | Stadion: Stadion De Vijverberg, Doetinchem Toeschouwers: 4.161 Scheidsrechter: Dennis Higler |
| 10 18 oktober 2014 19:45 uur | Tarfi 62' Lazić 90+5' | Verslag       | 60' Dingil 83' Wiafe | Stadion: Stadion De Vijverberg, Doetinchem Toeschouwers: 4.161 Scheidsrechter: Dennis Higler |
| 10 18 oktober 2014 19:45 uur |                       |               |                      | Stadion: Stadion De Vijverberg, Doetinchem Toeschouwers: 4.161 Scheidsrechter: Dennis Higler |
| 10 18 oktober 2014 19:45 uur |                       |               |                      | Stadion: Stadion De Vijverberg, Doetinchem Toeschouwers: 4.161 Scheidsrechter: Dennis Higler |
|                              |                       |               |                      |                                                                                              |

|                              |                                                              |               |                        |                                                                                   |
| 11 25 oktober 2014 19:45 uur | MVV Maastricht                                               | 3 - 2 (2 - 0) | Achilles '29           | Stadion: De Geusselt, Maastricht Toeschouwers: 3.819 Scheidsrechter: Martin Pérez |
| 11 25 oktober 2014 19:45 uur | Brouwers 28' Brouwers 29' Ofori 60' Kuipers 61' Brouwers 82' | Verslag       | 54' Worm 90' Van Steen | Stadion: De Geusselt, Maastricht Toeschouwers: 3.819 Scheidsrechter: Martin Pérez |
| 11 25 oktober 2014 19:45 uur |                                                              |               |                        | Stadion: De Geusselt, Maastricht Toeschouwers: 3.819 Scheidsrechter: Martin Pérez |
| 11 25 oktober 2014 19:45 uur |                                                              |               |                        | Stadion: De Geusselt, Maastricht Toeschouwers: 3.819 Scheidsrechter: Martin Pérez |
|                              |                                                              |               |                        |                                                                                   |

|                              |                       |               |                                                   |                                                                                              |
| 12 2 november 2014 14:30 uur | Achilles '29          | 0 - 4 (0 - 0) | Roda JC                                           | Stadion: Sportpark De Heikant, Groesbeek Toeschouwers: 2.721 Scheidsrechter: Jeroen Manschot |
| 12 2 november 2014 14:30 uur | Zeller 54' Zeller 56' | Verslag       | 49' Demouge 57' Höcher (pen.) 59' Plat 76' Höcher | Stadion: Sportpark De Heikant, Groesbeek Toeschouwers: 2.721 Scheidsrechter: Jeroen Manschot |
| 12 2 november 2014 14:30 uur |                       |               |                                                   | Stadion: Sportpark De Heikant, Groesbeek Toeschouwers: 2.721 Scheidsrechter: Jeroen Manschot |
| 12 2 november 2014 14:30 uur |                       |               |                                                   | Stadion: Sportpark De Heikant, Groesbeek Toeschouwers: 2.721 Scheidsrechter: Jeroen Manschot |
|                              |                       |               |                                                   |                                                                                              |

|                              |                                           |               |                                                 |                                                                                    |
| 13 8 november 2014 19:45 uur | Jong FC Twente                            | 2 - 2 (1 - 0) | Achilles '29                                    | Stadion: De Grolsch Veste, Enschede Toeschouwers: 275 Scheidsrechter: Stijn Berben |
| 13 8 november 2014 19:45 uur | Zschusschen 4' Bleker 26' Zschusschen 60' | Verslag       | 38' Van Steen 69' Thoone 74' Hendriks 85' Wiafe | Stadion: De Grolsch Veste, Enschede Toeschouwers: 275 Scheidsrechter: Stijn Berben |
| 13 8 november 2014 19:45 uur |                                           |               |                                                 | Stadion: De Grolsch Veste, Enschede Toeschouwers: 275 Scheidsrechter: Stijn Berben |
| 13 8 november 2014 19:45 uur |                                           |               |                                                 | Stadion: De Grolsch Veste, Enschede Toeschouwers: 275 Scheidsrechter: Stijn Berben |
|                              |                                           |               |                                                 |                                                                                    |

|                               |                                                                   |               |                               |                                                                                         |
| 14 22 november 2014 16:30 uur | Achilles '29                                                      | 3 - 2 (2 - 1) | Helmond Sport                 | Stadion: Sportpark De Heikant, Groesbeek Toeschouwers: 1.723 Scheidsrechter: Edwin Boot |
| 14 22 november 2014 16:30 uur | Hendriks 16' Edwards 45+1' Hendriks 49' Hendriks 68' Hendriks 88' | Verslag       | 27' Weuts 70' Elbers 86' Tuyp | Stadion: Sportpark De Heikant, Groesbeek Toeschouwers: 1.723 Scheidsrechter: Edwin Boot |
| 14 22 november 2014 16:30 uur |                                                                   |               |                               | Stadion: Sportpark De Heikant, Groesbeek Toeschouwers: 1.723 Scheidsrechter: Edwin Boot |
| 14 22 november 2014 16:30 uur |                                                                   |               |                               | Stadion: Sportpark De Heikant, Groesbeek Toeschouwers: 1.723 Scheidsrechter: Edwin Boot |
|                               |                                                                   |               |                               |                                                                                         |

|                               |                                             |               |                                        |                                                                                              |
| 15 28 november 2014 20:00 uur | FC Den Bosch                                | 0 - 1 (0 - 1) | Achilles '29                           | Stadion: Stadion De Vliert, 's-Hertogenbosch Toeschouwers: 2.681 Scheidsrechter: Tom Koekoek |
| 15 28 november 2014 20:00 uur | Kabashi 20' Kabashi 44' Van Huijgevoort 60' | Verslag       | 40' Thoone 68' Zijler 90' Van de Groes | Stadion: Stadion De Vliert, 's-Hertogenbosch Toeschouwers: 2.681 Scheidsrechter: Tom Koekoek |
| 15 28 november 2014 20:00 uur |                                             |               |                                        | Stadion: Stadion De Vliert, 's-Hertogenbosch Toeschouwers: 2.681 Scheidsrechter: Tom Koekoek |
| 15 28 november 2014 20:00 uur |                                             |               |                                        | Stadion: Stadion De Vliert, 's-Hertogenbosch Toeschouwers: 2.681 Scheidsrechter: Tom Koekoek |
|                               |                                             |               |                                        |                                                                                              |

|                              |                       |               |                                                                                            |                                                                                                 |
| 16 1 december 2014 20:00 uur | Achilles '29          | 2 - 4 (0 - 4) | FC Volendam                                                                                | Stadion: Sportpark De Heikant, Groesbeek Toeschouwers: 1.320 Scheidsrechter: Bram van Driessche |
| 16 1 december 2014 20:00 uur | Dingil 43' Thoone 71' | Verslag       | 3' Veerman 12' Schouten 16' Fafiani 23' Marengo 73' Wilffert 81' Wattamaleo 84' Wattamaleo | Stadion: Sportpark De Heikant, Groesbeek Toeschouwers: 1.320 Scheidsrechter: Bram van Driessche |
| 16 1 december 2014 20:00 uur |                       |               |                                                                                            | Stadion: Sportpark De Heikant, Groesbeek Toeschouwers: 1.320 Scheidsrechter: Bram van Driessche |
| 16 1 december 2014 20:00 uur |                       |               |                                                                                            | Stadion: Sportpark De Heikant, Groesbeek Toeschouwers: 1.320 Scheidsrechter: Bram van Driessche |
|                              |                       |               |                                                                                            |                                                                                                 |

|                              |                                                                |               |                                            |                                                                                              |
| 17 7 december 2014 14:30 uur | N.E.C.                                                         | 6 - 2 (3 - 1) | Achilles '29                               | Stadion: Goffertstadion, Nijmegen Toeschouwers: 9.600 Scheidsrechter: Martin van den Kerkhof |
| 17 7 december 2014 14:30 uur | Foor 28' Santos 39' Dingil (e.d.) 40' Foor 60' Ars 67' Ars 84' | Verslag       | 4' Dingil 41' Thoone 57' Worm 79' Hendriks | Stadion: Goffertstadion, Nijmegen Toeschouwers: 9.600 Scheidsrechter: Martin van den Kerkhof |
| 17 7 december 2014 14:30 uur |                                                                |               |                                            | Stadion: Goffertstadion, Nijmegen Toeschouwers: 9.600 Scheidsrechter: Martin van den Kerkhof |
| 17 7 december 2014 14:30 uur |                                                                |               |                                            | Stadion: Goffertstadion, Nijmegen Toeschouwers: 9.600 Scheidsrechter: Martin van den Kerkhof |
|                              |                                                                |               |                                            |                                                                                              |

|                               |              |          |           |                                                                          |
| 18 12 december 2014 20:00 uur | Achilles '29 | afgelast | VVV-Venlo | Stadion: Sportpark De Heikant, Groesbeek Scheidsrechter: Allard Lindhout |
| 18 12 december 2014 20:00 uur |              |          |           | Stadion: Sportpark De Heikant, Groesbeek Scheidsrechter: Allard Lindhout |
| 18 12 december 2014 20:00 uur |              |          |           | Stadion: Sportpark De Heikant, Groesbeek Scheidsrechter: Allard Lindhout |
| 18 12 december 2014 20:00 uur |              |          |           | Stadion: Sportpark De Heikant, Groesbeek Scheidsrechter: Allard Lindhout |
|                               |              |          |           |                                                                          |

|                               |                                                 |               |             |                                                                                              |
| 18 13 december 2014 16:30 uur | Achilles '29                                    | 3 - 0 (0 - 0) | VVV-Venlo   | Stadion: Sportpark De Heikant, Groesbeek Toeschouwers: 1.520 Scheidsrechter: Allard Lindhout |
| 18 13 december 2014 16:30 uur | Thoone 58' Hendriks 64' Sürmeli 70' Edwards 80' | Verslag       | 42' Wolters | Stadion: Sportpark De Heikant, Groesbeek Toeschouwers: 1.520 Scheidsrechter: Allard Lindhout |
| 18 13 december 2014 16:30 uur |                                                 |               |             | Stadion: Sportpark De Heikant, Groesbeek Toeschouwers: 1.520 Scheidsrechter: Allard Lindhout |
| 18 13 december 2014 16:30 uur |                                                 |               |             | Stadion: Sportpark De Heikant, Groesbeek Toeschouwers: 1.520 Scheidsrechter: Allard Lindhout |
|                               |                                                 |               |             |                                                                                              |

|                               |                |       |              |                                                                                       |
| 19 20 december 2014 19:45 uur | Almere City FC | 0 - 0 | Achilles '29 | Stadion: Almere City Stadion, Almere Toeschouwers: 827 Scheidsrechter: Christiaan Bax |
| 19 20 december 2014 19:45 uur | Verslag        |       |              | Stadion: Almere City Stadion, Almere Toeschouwers: 827 Scheidsrechter: Christiaan Bax |
| 19 20 december 2014 19:45 uur |                |       |              | Stadion: Almere City Stadion, Almere Toeschouwers: 827 Scheidsrechter: Christiaan Bax |
| 19 20 december 2014 19:45 uur |                |       |              | Stadion: Almere City Stadion, Almere Toeschouwers: 827 Scheidsrechter: Christiaan Bax |
|                               |                |       |              |                                                                                       |

|                              |                                   |               |                          |                                                                                        |
| 20 16 januari 2015 20:00 uur | Achilles '29                      | 2 - 0 (1 - 0) | Jong PSV                 | Stadion: Sportpark De Heikant, Groesbeek Toeschouwers: 1.560 Scheidsrechter: Davy Otto |
| 20 16 januari 2015 20:00 uur | Sanders 15' Thoone 22' Thoone 73' | Verslag       | 22' Hermannsson 59' Loof | Stadion: Sportpark De Heikant, Groesbeek Toeschouwers: 1.560 Scheidsrechter: Davy Otto |
| 20 16 januari 2015 20:00 uur |                                   |               |                          | Stadion: Sportpark De Heikant, Groesbeek Toeschouwers: 1.560 Scheidsrechter: Davy Otto |
| 20 16 januari 2015 20:00 uur |                                   |               |                          | Stadion: Sportpark De Heikant, Groesbeek Toeschouwers: 1.560 Scheidsrechter: Davy Otto |
|                              |                                   |               |                          |                                                                                        |

|                              |              |               |                     |                                                                                           |
| 21 23 januari 2015 20:00 uur | Achilles '29 | 1 - 1 (0 - 0) | FC Eindhoven        | Stadion: Sportpark De Heikant, Groesbeek Toeschouwers: 1.455 Scheidsrechter: Martin Pérez |
| 21 23 januari 2015 20:00 uur | Hendriks 68' | Verslag       | 56' Gunst 83' Boere | Stadion: Sportpark De Heikant, Groesbeek Toeschouwers: 1.455 Scheidsrechter: Martin Pérez |
| 21 23 januari 2015 20:00 uur |              |               |                     | Stadion: Sportpark De Heikant, Groesbeek Toeschouwers: 1.455 Scheidsrechter: Martin Pérez |
| 21 23 januari 2015 20:00 uur |              |               |                     | Stadion: Sportpark De Heikant, Groesbeek Toeschouwers: 1.455 Scheidsrechter: Martin Pérez |
|                              |              |               |                     |                                                                                           |

|                              |                 |         |                         |                                                                                                  |
| 22 30 januari 2015 20:00 uur | Fortuna Sittard | 0 - 0   | Achilles '29            | Stadion: Offermans Joosten stadion, Sittard Toeschouwers: 1.499 Scheidsrechter: Nathan Verboomen |
| 22 30 januari 2015 20:00 uur |                 | Verslag | 32' Sürmeli 84' Edwards | Stadion: Offermans Joosten stadion, Sittard Toeschouwers: 1.499 Scheidsrechter: Nathan Verboomen |
| 22 30 januari 2015 20:00 uur |                 |         |                         | Stadion: Offermans Joosten stadion, Sittard Toeschouwers: 1.499 Scheidsrechter: Nathan Verboomen |
| 22 30 januari 2015 20:00 uur |                 |         |                         | Stadion: Offermans Joosten stadion, Sittard Toeschouwers: 1.499 Scheidsrechter: Nathan Verboomen |
|                              |                 |         |                         |                                                                                                  |

|                              |              |          |         |                                                                          |
| 23 6 februari 2015 20:00 uur | Achilles '29 | afgelast | Telstar | Stadion: Sportpark De Heikant, Groesbeek Scheidsrechter: Richard Martens |
| 23 6 februari 2015 20:00 uur |              |          |         | Stadion: Sportpark De Heikant, Groesbeek Scheidsrechter: Richard Martens |
| 23 6 februari 2015 20:00 uur |              |          |         | Stadion: Sportpark De Heikant, Groesbeek Scheidsrechter: Richard Martens |
| 23 6 februari 2015 20:00 uur |              |          |         | Stadion: Sportpark De Heikant, Groesbeek Scheidsrechter: Richard Martens |
|                              |              |          |         |                                                                          |

|                              |                           |               |                                          |                                                                                          |
| 24 9 februari 2015 20:00 uur | Jong Ajax                 | 2 - 1 (1 - 1) | Achilles '29                             | Stadion: Sportpark De Toekomst, Amsterdam Toeschouwers: 244 Scheidsrechter: Stijn Berben |
| 24 9 februari 2015 20:00 uur | Živković 33' Živković 73' | Verslag       | 8' Hendriks 65' Edwards 79' Freek Thoone | Stadion: Sportpark De Toekomst, Amsterdam Toeschouwers: 244 Scheidsrechter: Stijn Berben |
| 24 9 februari 2015 20:00 uur |                           |               |                                          | Stadion: Sportpark De Toekomst, Amsterdam Toeschouwers: 244 Scheidsrechter: Stijn Berben |
| 24 9 februari 2015 20:00 uur |                           |               |                                          | Stadion: Sportpark De Toekomst, Amsterdam Toeschouwers: 244 Scheidsrechter: Stijn Berben |
|                              |                           |               |                                          |                                                                                          |

|                               |                                  |               |                                      |                                                                                       |
| 25 13 februari 2015 20:00 uur | FC Oss                           | 2 - 2 (1 - 1) | Achilles '29                         | Stadion: Frans Heesenstadion, Oss Toeschouwers: 1.083 Scheidsrechter: Allard Lindhout |
| 25 13 februari 2015 20:00 uur | Janssen 36' Opoku 45' Sanusi 90' | Verslag       | 32' Thoone 35' Edwards 90+2' Edwards | Stadion: Frans Heesenstadion, Oss Toeschouwers: 1.083 Scheidsrechter: Allard Lindhout |
| 25 13 februari 2015 20:00 uur |                                  |               |                                      | Stadion: Frans Heesenstadion, Oss Toeschouwers: 1.083 Scheidsrechter: Allard Lindhout |
| 25 13 februari 2015 20:00 uur |                                  |               |                                      | Stadion: Frans Heesenstadion, Oss Toeschouwers: 1.083 Scheidsrechter: Allard Lindhout |
|                               |                                  |               |                                      |                                                                                       |

|                               |                                    |               |                                                    |                                                                                                  |
| 26 22 februari 2015 14:30 uur | Achilles '29                       | 1 - 3 (1 - 0) | N.E.C.                                             | Stadion: Sportpark De Heikant, Groesbeek Toeschouwers: 3.720 Scheidsrechter: Reinold Wiedemeijer |
| 26 22 februari 2015 14:30 uur | Hendriks 29' Wiafe 40' Edwards 48' | Verslag       | 49' Ars (pen.) 58' Santos 54' Foor 84' Jahanbakhsh | Stadion: Sportpark De Heikant, Groesbeek Toeschouwers: 3.720 Scheidsrechter: Reinold Wiedemeijer |
| 26 22 februari 2015 14:30 uur |                                    |               |                                                    | Stadion: Sportpark De Heikant, Groesbeek Toeschouwers: 3.720 Scheidsrechter: Reinold Wiedemeijer |
| 26 22 februari 2015 14:30 uur |                                    |               |                                                    | Stadion: Sportpark De Heikant, Groesbeek Toeschouwers: 3.720 Scheidsrechter: Reinold Wiedemeijer |
|                               |                                    |               |                                                    |                                                                                                  |

|                               |                                                           |               |                    |                                                                                                   |
| 27 27 februari 2015 20:00 uur | VVV-Venlo                                                 | 1 - 1 (1 - 1) | Achilles '29       | Stadion: Seacon Stadion De Koel, Venlo Toeschouwers: 4.600 Scheidsrechter: Martin van den Kerkhof |
| 27 27 februari 2015 20:00 uur | Joppen 26' Voorn 58' Khalouta 77' Altheer 87' Buwalda 90' | Verslag       | 4' Dingil 18' Worm | Stadion: Seacon Stadion De Koel, Venlo Toeschouwers: 4.600 Scheidsrechter: Martin van den Kerkhof |
| 27 27 februari 2015 20:00 uur |                                                           |               |                    | Stadion: Seacon Stadion De Koel, Venlo Toeschouwers: 4.600 Scheidsrechter: Martin van den Kerkhof |
| 27 27 februari 2015 20:00 uur |                                                           |               |                    | Stadion: Seacon Stadion De Koel, Venlo Toeschouwers: 4.600 Scheidsrechter: Martin van den Kerkhof |
|                               |                                                           |               |                    |                                                                                                   |

|                           |                        |               |                                                                               |                                                                                           |
| 23 2 maart 2015 19:00 uur | Achilles '29           | 1 - 3 (1 - 0) | Telstar                                                                       | Stadion: Sportpark De Heikant, Groesbeek Toeschouwers: 1.312 Scheidsrechter: Stijn Berben |
| 23 2 maart 2015 19:00 uur | Sürmeli 24' Dingil 48' | Verslag       | 42' Van Essen 49' Olfers 56' Seuntjens 62' Olfers 65' Tissoudali 90+3' Valies | Stadion: Sportpark De Heikant, Groesbeek Toeschouwers: 1.312 Scheidsrechter: Stijn Berben |
| 23 2 maart 2015 19:00 uur |                        |               |                                                                               | Stadion: Sportpark De Heikant, Groesbeek Toeschouwers: 1.312 Scheidsrechter: Stijn Berben |
| 23 2 maart 2015 19:00 uur |                        |               |                                                                               | Stadion: Sportpark De Heikant, Groesbeek Toeschouwers: 1.312 Scheidsrechter: Stijn Berben |
|                           |                        |               |                                                                               |                                                                                           |

|                           |                                                   |               |                    |                                                                                         |
| 28 8 maart 2015 14:30 uur | Achilles '29                                      | 2 - 1 (1 - 0) | FC Den Bosch       | Stadion: Sportpark De Heikant, Groesbeek Toeschouwers: 1.624 Scheidsrechter: Edwin Boot |
| 28 8 maart 2015 14:30 uur | Dingil 41' Smits 60' Hendriks 90+1' Konings 90+4' | Verslag       | 86' Maguire (pen.) | Stadion: Sportpark De Heikant, Groesbeek Toeschouwers: 1.624 Scheidsrechter: Edwin Boot |
| 28 8 maart 2015 14:30 uur |                                                   |               |                    | Stadion: Sportpark De Heikant, Groesbeek Toeschouwers: 1.624 Scheidsrechter: Edwin Boot |
| 28 8 maart 2015 14:30 uur |                                                   |               |                    | Stadion: Sportpark De Heikant, Groesbeek Toeschouwers: 1.624 Scheidsrechter: Edwin Boot |
|                           |                                                   |               |                    |                                                                                         |

|                            |                           |               |              |                                                                                   |
| 29 13 maart 2015 20:00 uur | FC Volendam               | 1 - 0 (0 - 0) | Achilles '29 | Stadion: Krasstadion, Volendam Toeschouwers: 3.423 Scheidsrechter: Christiaan Bax |
| 29 13 maart 2015 20:00 uur | Schouten 54' Overtoom 80' | Verslag       | 45+1' Worm   | Stadion: Krasstadion, Volendam Toeschouwers: 3.423 Scheidsrechter: Christiaan Bax |
| 29 13 maart 2015 20:00 uur |                           |               |              | Stadion: Krasstadion, Volendam Toeschouwers: 3.423 Scheidsrechter: Christiaan Bax |
| 29 13 maart 2015 20:00 uur |                           |               |              | Stadion: Krasstadion, Volendam Toeschouwers: 3.423 Scheidsrechter: Christiaan Bax |
|                            |                           |               |              |                                                                                   |

|                            |                            |         |                                         | |
| 30 16 maart 2015 20:00 uur | Sparta Rotterdam           | 0 - 0   | Achilles '29                            | Stadion: Spartastadion Het Kasteel, Rotterdam Toeschouwers: 5.297 Scheidsrechter: Edwin van de Graaf |
| 30 16 maart 2015 20:00 uur | Ketting 54' De Nooijer 76' | Verslag | 42' Raja Boean 56' Sürmeli 62' Hendriks | Stadion: Spartastadion Het Kasteel, Rotterdam Toeschouwers: 5.297 Scheidsrechter: Edwin van de Graaf |
| 30 16 maart 2015 20:00 uur |                            |         |                                         | Stadion: Spartastadion Het Kasteel, Rotterdam Toeschouwers: 5.297 Scheidsrechter: Edwin van de Graaf |
| 30 16 maart 2015 20:00 uur |                            |         |                                         | Stadion: Spartastadion Het Kasteel, Rotterdam Toeschouwers: 5.297 Scheidsrechter: Edwin van de Graaf |
|                            |                            |         |                                         | |

|                            |                                                  |               |                                                     |                                                                                           |
| 31 20 maart 2015 20:00 uur | Achilles '29                                     | 3 - 1 (0 - 1) | Almere City FC                                      | Stadion: Sportpark De Heikant, Groesbeek Toeschouwers: 1.366 Scheidsrechter: Martin Pérez |
| 31 20 maart 2015 20:00 uur | Worm 50' Van Steen 73' Sürmeli 85' Van Steen 88' | Verslag       | 43' Hoefdraad 45' Receveur 75' Salasiwa 88' Etemadi | Stadion: Sportpark De Heikant, Groesbeek Toeschouwers: 1.366 Scheidsrechter: Martin Pérez |
| 31 20 maart 2015 20:00 uur |                                                  |               |                                                     | Stadion: Sportpark De Heikant, Groesbeek Toeschouwers: 1.366 Scheidsrechter: Martin Pérez |
| 31 20 maart 2015 20:00 uur |                                                  |               |                                                     | Stadion: Sportpark De Heikant, Groesbeek Toeschouwers: 1.366 Scheidsrechter: Martin Pérez |
|                            |                                                  |               |                                                     |                                                                                           |

|                           |                                                       |               |              |                                                                                           |
| 32 3 april 2015 20:00 uur | Roda JC                                               | 3 - 0 (1 - 0) | Achilles '29 | Stadion: Parkstad Limburg Stadion, Kerkrade Toeschouwers: 9.978 Scheidsrechter: Davy Otto |
| 32 3 april 2015 20:00 uur | Verhoeven (e.d.) 32' Schreurs 58' Gyasi 74' Gyasi 74' | Verslag       | 11' Sürmeli  | Stadion: Parkstad Limburg Stadion, Kerkrade Toeschouwers: 9.978 Scheidsrechter: Davy Otto |
| 32 3 april 2015 20:00 uur |                                                       |               |              | Stadion: Parkstad Limburg Stadion, Kerkrade Toeschouwers: 9.978 Scheidsrechter: Davy Otto |
| 32 3 april 2015 20:00 uur |                                                       |               |              | Stadion: Parkstad Limburg Stadion, Kerkrade Toeschouwers: 9.978 Scheidsrechter: Davy Otto |
|                           |                                                       |               |              |                                                                                           |

|                           |                                       |               |                        |                                                                                          |
| 33 6 april 2015 14:30 uur | Achilles '29                          | 0 - 2 (0 - 2) | MVV Maastricht         | Stadion: Sportpark De Heikant, Groesbeek Toeschouwers: 1.524 Scheidsrechter: Erwin Blank |
| 33 6 april 2015 14:30 uur | Van Steen 64' Smits 71' Edwards 90+3' | Verslag       | 28' Brouwers 39' Croux | Stadion: Sportpark De Heikant, Groesbeek Toeschouwers: 1.524 Scheidsrechter: Erwin Blank |
| 33 6 april 2015 14:30 uur |                                       |               |                        | Stadion: Sportpark De Heikant, Groesbeek Toeschouwers: 1.524 Scheidsrechter: Erwin Blank |
| 33 6 april 2015 14:30 uur |                                       |               |                        | Stadion: Sportpark De Heikant, Groesbeek Toeschouwers: 1.524 Scheidsrechter: Erwin Blank |
|                           |                                       |               |                        |                                                                                          |

|                            |                    |               |                                   |                                                                                                 |
| 34 10 april 2015 20:00 uur | Achilles '29       | 0 - 1 (0 - 0) | RKC Waalwijk                      | Stadion: Sportpark De Heikant, Groesbeek Toeschouwers: 1.624 Scheidsrechter: Edwin van de Graaf |
| 34 10 april 2015 20:00 uur | Worm 20' Wiafe 61' | Verslag       | 10' Van Zeelst 67' Calabro (pen.) | Stadion: Sportpark De Heikant, Groesbeek Toeschouwers: 1.624 Scheidsrechter: Edwin van de Graaf |
| 34 10 april 2015 20:00 uur |                    |               |                                   | Stadion: Sportpark De Heikant, Groesbeek Toeschouwers: 1.624 Scheidsrechter: Edwin van de Graaf |
| 34 10 april 2015 20:00 uur |                    |               |                                   | Stadion: Sportpark De Heikant, Groesbeek Toeschouwers: 1.624 Scheidsrechter: Edwin van de Graaf |
|                            |                    |               |                                   |                                                                                                 |

|                            |                                    |               |                                      |                                                                                    |
| 35 18 april 2015 19:45 uur | FC Emmen                           | 2 - 2 (2 - 0) | Achilles '29                         | Stadion: De JENS Vesting, Emmen Toeschouwers: 4.962 Scheidsrechter: Jeroen Sanders |
| 35 18 april 2015 19:45 uur | Bergkamp 13' Olijve 19' Peters 30' | Verslag       | 16' Van Steen 58' Wiafe 90+2' Thoone | Stadion: De JENS Vesting, Emmen Toeschouwers: 4.962 Scheidsrechter: Jeroen Sanders |
| 35 18 april 2015 19:45 uur |                                    |               |                                      | Stadion: De JENS Vesting, Emmen Toeschouwers: 4.962 Scheidsrechter: Jeroen Sanders |
| 35 18 april 2015 19:45 uur |                                    |               |                                      | Stadion: De JENS Vesting, Emmen Toeschouwers: 4.962 Scheidsrechter: Jeroen Sanders |
|                            |                                    |               |                                      |                                                                                    |

|                            |              |               |                                            |                                                                                                   |
| 36 24 april 2015 20:00 uur | Achilles '29 | 1 - 3 (0 - 2) | De Graafschap                              | Stadion: Sportpark De Heikant, Groesbeek Toeschouwers: 2.154 Scheidsrechter: Karel van den Heuvel |
| 36 24 april 2015 20:00 uur | Wiafe 53'    | Verslag       | 14' Tarfi 30' Vermeij 66' Van Ewijk (pen.) | Stadion: Sportpark De Heikant, Groesbeek Toeschouwers: 2.154 Scheidsrechter: Karel van den Heuvel |
| 36 24 april 2015 20:00 uur |              |               |                                            | Stadion: Sportpark De Heikant, Groesbeek Toeschouwers: 2.154 Scheidsrechter: Karel van den Heuvel |
| 36 24 april 2015 20:00 uur |              |               |                                            | Stadion: Sportpark De Heikant, Groesbeek Toeschouwers: 2.154 Scheidsrechter: Karel van den Heuvel |
|                            |              |               |                                            |                                                                                                   |

|                         |                                             |               |                           |                                                                                     |
| 37 1 mei 2015 20:00 uur | Helmond Sport                               | 3 - 1 (0 - 0) | Achilles '29              | Stadion: Lavans Stadion, Helmond Toeschouwers: 1.581 Scheidsrechter: Ingmar Oostrom |
| 37 1 mei 2015 20:00 uur | Diouck 56' Elbers 73' Diouck 84' Visser 86' | Verslag       | 56' Edwards 90+1' Edwards | Stadion: Lavans Stadion, Helmond Toeschouwers: 1.581 Scheidsrechter: Ingmar Oostrom |
| 37 1 mei 2015 20:00 uur |                                             |               |                           | Stadion: Lavans Stadion, Helmond Toeschouwers: 1.581 Scheidsrechter: Ingmar Oostrom |
| 37 1 mei 2015 20:00 uur |                                             |               |                           | Stadion: Lavans Stadion, Helmond Toeschouwers: 1.581 Scheidsrechter: Ingmar Oostrom |
|                         |                                             |               |                           |                                                                                     |

|                         |              |               |                |                                                                                          |
| 38 8 mei 2015 20:00 uur | Achilles '29 | 0 - 1 (0 - 1) | Jong FC Twente | Stadion: Sportpark De Heikant, Groesbeek Toeschouwers: 1.455 Scheidsrechter: Tom Koekoek |
| 38 8 mei 2015 20:00 uur |              | Verslag       | 43' David      | Stadion: Sportpark De Heikant, Groesbeek Toeschouwers: 1.455 Scheidsrechter: Tom Koekoek |
| 38 8 mei 2015 20:00 uur |              |               |                | Stadion: Sportpark De Heikant, Groesbeek Toeschouwers: 1.455 Scheidsrechter: Tom Koekoek |
| 38 8 mei 2015 20:00 uur |              |               |                | Stadion: Sportpark De Heikant, Groesbeek Toeschouwers: 1.455 Scheidsrechter: Tom Koekoek |
|                         |              |               |                |                                                                                          |

## KNVB beker
Hieronder staat een overzicht van de wedstrijden die Achilles '29 speelt in de KNVB beker in het seizoen 2014/15.
|                                       |                    |               |                                           |                                                                                          |
| 2de ronde 25 september 2014 18:30 uur | Achilles '29       | 1 - 3 (0 - 2) | FC Twente                                 | Stadion: Sportpark De Heikant, Groesbeek Toeschouwers: 2.532 Scheidsrechter: Pieter Vink |
| 2de ronde 25 september 2014 18:30 uur | Thijs Hendriks 89' | Verslag       | 11' Mokhtar 13' Castaignos 66' Castaignos | Stadion: Sportpark De Heikant, Groesbeek Toeschouwers: 2.532 Scheidsrechter: Pieter Vink |
| 2de ronde 25 september 2014 18:30 uur |                    |               |                                           | Stadion: Sportpark De Heikant, Groesbeek Toeschouwers: 2.532 Scheidsrechter: Pieter Vink |
| 2de ronde 25 september 2014 18:30 uur |                    |               |                                           | Stadion: Sportpark De Heikant, Groesbeek Toeschouwers: 2.532 Scheidsrechter: Pieter Vink |
|                                       |                    |               |                                           |                                                                                          |

## Statistieken

### Topscorers
Hieronder staan de topscorers per 8 mei 2015. Bij een gelijke stand in het totaal aantal gescoorde doelpunten wordt er eerst op competitietreffers gesorteerd, daarna op bekerdoelpunten en indien nodig op achternaam (alfabetisch).

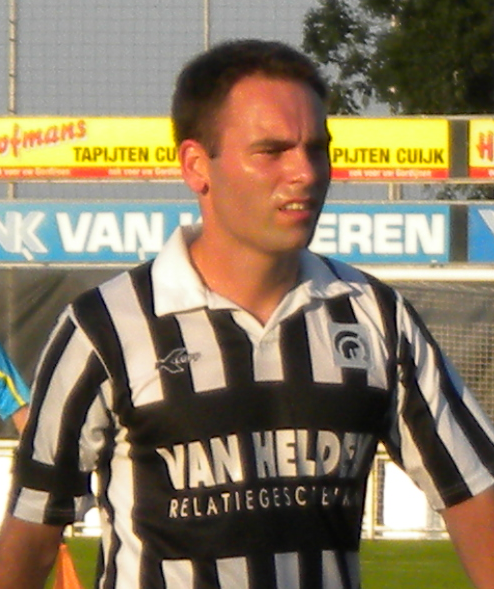
Clubicoon Thijs Hendriks is met veertien doelpunten clubtopscorer

| #      | Naam                 | Jupiler League | KNVB beker | Totaal |
| ------ | -------------------- | -------------- | ---------- | ------ |
| 1      | 0Thijs Hendriks      | 13             | 1          | 14     |
| 2      | 0Freek Thoone        | 7              | 0          | 7      |
| 3      | 0Kürşad Sürmeli      | 5              | 0          | 5      |
| 4      | 0Steven Edwards      | 4              | 0          | 4      |
| 5      | 0Mehmet Dingil       | 3              | 0          | 3      |
| 5      | 0Frank Wiafe Danquah | 3              | 0          | 3      |
| 5      | 0Rutger Worm         | 3              | 0          | 3      |
| 8      | 0Stefan Maletić      | 2              | 0          | 2      |
| 8      | 0Jop van Steen       | 2              | 0          | 2      |
| 10     | 0Tim Sanders         | 1              | 0          | 1      |
| 10     | 0Twan Smits          | 1              | 0          | 1      |
| Totaal | Totaal               | 44             | 1          | 45     |

### Assists
Hieronder staan de spelers opgesomd die per 8 mei 2015 de meeste assists gegeven hebben. Indien er een gelijke stand is, wordt er op eenzelfde manier gesorteerd als beschreven bij de lijst van doelpuntenmakers.

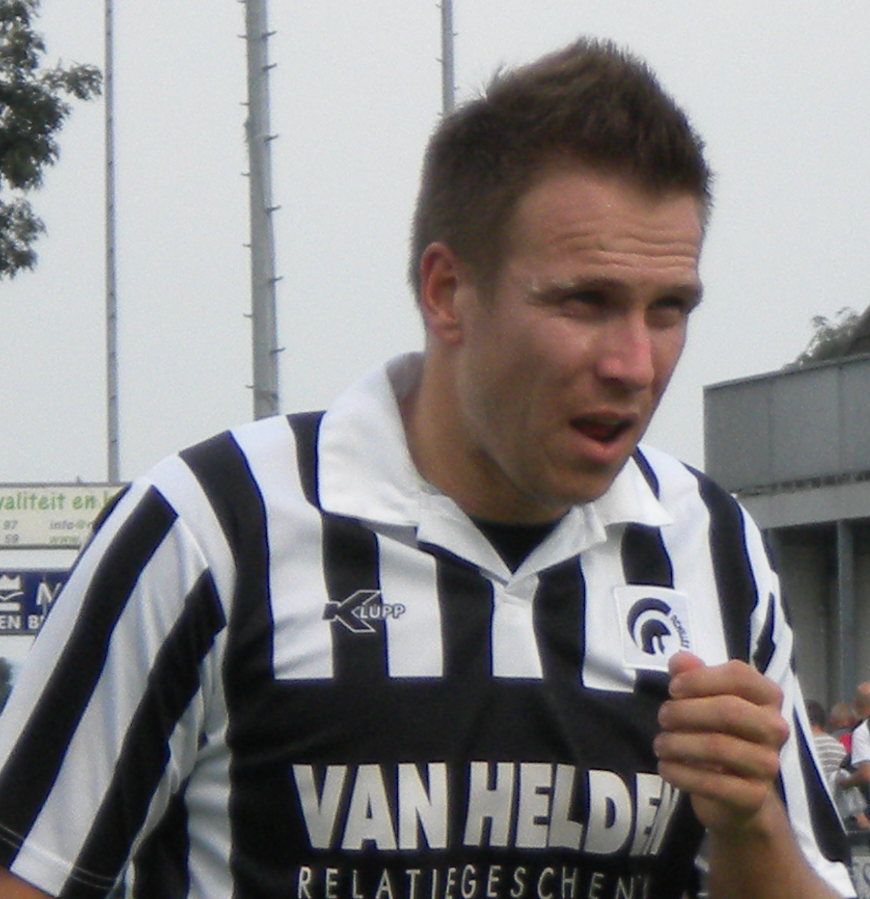
Freek Thoone (8) gaf na Thijs Hendriks (13) de meeste assists

| #      | Naam                | Jupiler League | KNVB beker | Totaal |
| ------ | ------------------- | -------------- | ---------- | ------ |
| 1      | 0Thijs Hendriks     | 13             | 0          | 13     |
| 2      | 0Freek Thoone       | 8              | 0          | 8      |
| 3      | 0Mehmet Dingil      | 2              | 0          | 2      |
| 3      | 0Twan Smits         | 2              | 0          | 2      |
| 5      | 0Steven Edwards     | 1              | 0          | 1      |
| 5      | 0Nicky van de Groes | 1              | 0          | 1      |
| 5      | 0Lion Kaak          | 1              | 0          | 1      |
| 5      | 0Levi Raja Boean    | 1              | 0          | 1      |
| 5      | 0Esmat Shanwary     | 1              | 0          | 1      |
| 5      | 0Tim Verhoeven      | 1              | 0          | 1      |
| 5      | 0Rutger Worm        | 1              | 0          | 1      |
| 5      | 0Sergio Zijler      | 1              | 0          | 1      |
| Totaal | Totaal              | 32             | 0          | 32     |

### Wedstrijden
Hieronder staat het aantal wedstrijden in alle competities per speler per 8 mei 2015. Indien er een gelijke stand is in het totaal aantal gespeelde wedstrijden wordt dezelfde volgorde gebruikt als bij de topscorerslijst, waarbij basisplaatsen vóór invalbeurten tellen.

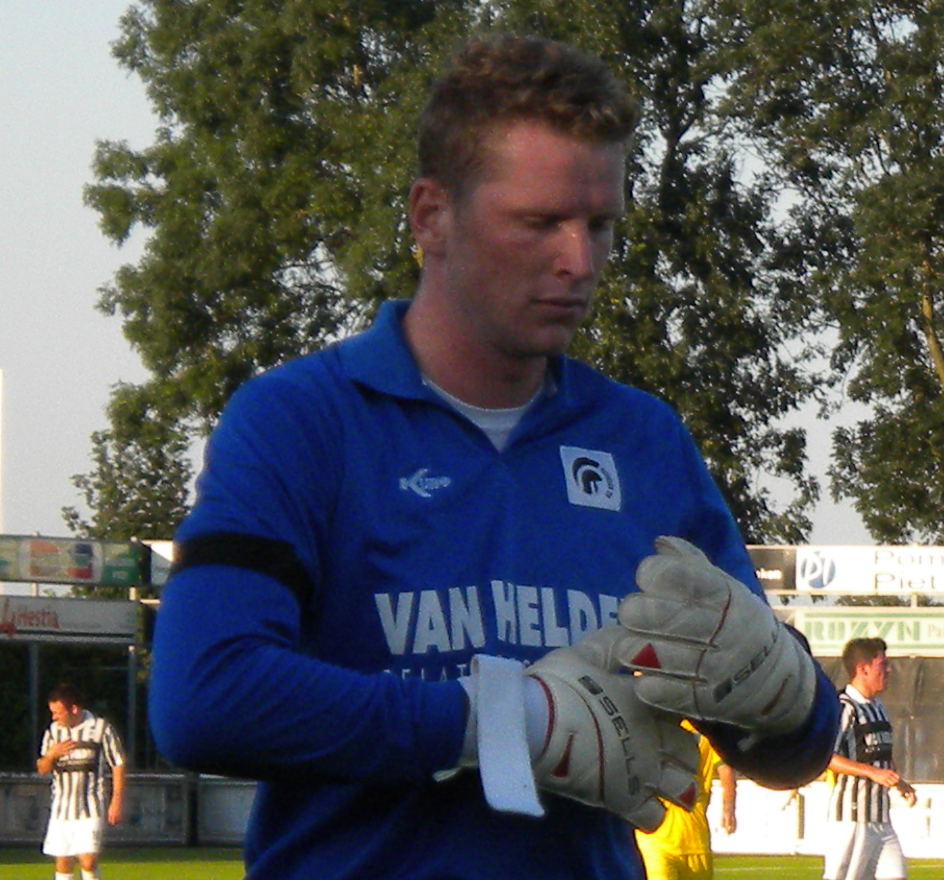
Doelman Leon ter Wielen speelde de meeste competitie-wedstrijden

| #  | Naam                 | Jupiler League | Jupiler League | KNVB beker | KNVB beker | Totaal | Totaal |
| #  | Naam                 | Goal           |                | Goal       |            | Goal   |        |
| -- | -------------------- | -------------- | -------------- | ---------- | ---------- | ------ | ------ |
| 1  | 0Leon ter Wielen     | 37             | 0              | 0          | 0          | 37     | 0      |
| 1  | 0Jop van Steen       | 36             | 2              | 1          | 0          | 37     | 2      |
| 3  | 0Tim Verhoeven       | 35             | 0              | 1          | 0          | 36     | 0      |
| 4  | 0Kürşad Sürmeli      | 34             | 12             | 1          | 0          | 35     | 12     |
| 5  | 0Steven Edwards      | 33             | 1              | 0          | 0          | 33     | 1      |
| 5  | 0Thijs Hendriks      | 32             | 0              | 1          | 0          | 33     | 0      |
| 5  | 0Freek Thoone        | 32             | 2              | 1          | 0          | 33     | 2      |
| 8  | 0Mehmet Dingil       | 31             | 0              | 1          | 0          | 32     | 0      |
| 9  | 0Twan Smits          | 31             | 14             | 0          | 0          | 31     | 14     |
| 10 | 0Rutger Worm         | 29             | 8              | 1          | 0          | 30     | 8      |
| 11 | 0Frank Wiafe Danquah | 28             | 9              | 1          | 1          | 29     | 10     |
| 12 | 0Migiel Zeller       | 26             | 9              | 1          | 0          | 27     | 9      |
| 13 | 0Nicky van de Groes  | 24             | 2              | 1          | 0          | 25     | 2      |
| 14 | 0Levi Raja Boean     | 24             | 7              | 0          | 0          | 24     | 7      |
| 15 | 0Lion Kaak           | 19             | 3              | 1          | 0          | 20     | 3      |
| 16 | 0Tim Konings         | 19             | 3              | 0          | 0          | 19     | 3      |
| 17 | 0Esmat Shanwary      | 13             | 8              | 1          | 1          | 14     | 9      |
| 18 | 0Sergio Zijler       | 10             | 6              | 0          | 0          | 10     | 6      |
| 19 | 0Stefan Maletić      | 8              | 4              | 0          | 0          | 8      | 4      |
| 20 | 0Tim Sanders         | 7              | 0              | 0          | 0          | 7      | 0      |
| 21 | 0Fernando Quesada    | 3              | 3              | 0          | 0          | 3      | 3      |
| 22 | 0Simon van Beers     | 1              | 0              | 1          | 0          | 2      | 0      |
| 23 | 0Ruben de Bruin      | 1              | 1              | 0          | 0          | 1      | 1      |
| 23 | 0Tim Visser          | 1              | 1              | 0          | 0          | 1      | 1      |

### Kaarten
Hieronder staan de spelers die bestraft zijn met kaarten. De gegevens zijn per 8 mei 2015. Indien er een gelijke stand is in het totaal aantal kaarten wordt er gesorteerd op het aantal rode kaarten, anders wordt dezelfde volgorde gebruikt als genoemd bij de topscorerslijst. Een tweede gele kaart in één wedstrijd telt als één rode kaart.

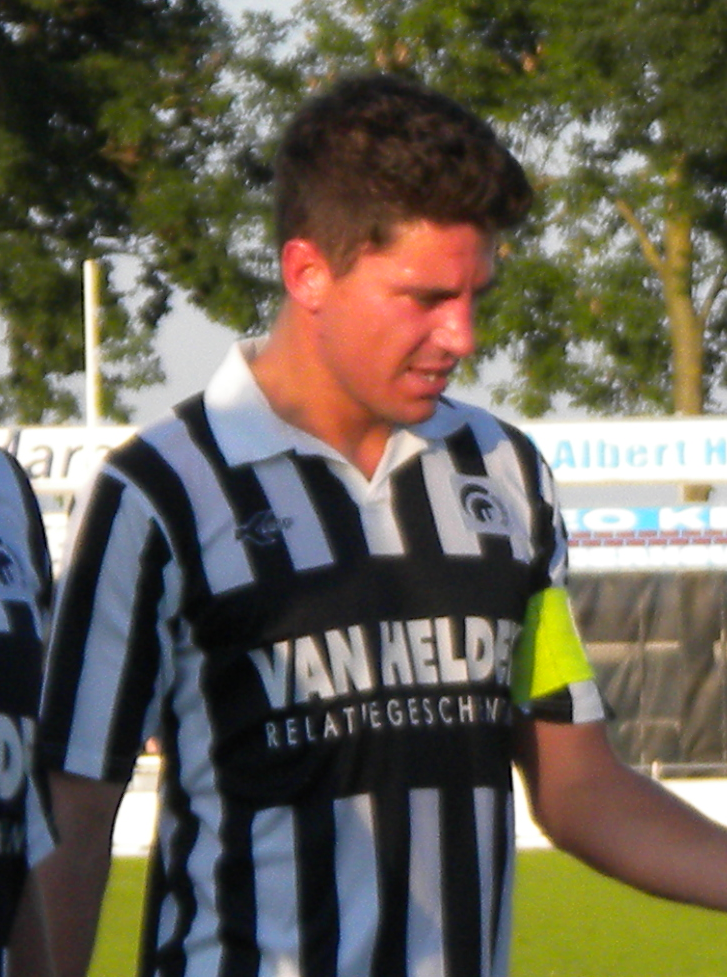
Twan Smits is de enige die een directe rode kaart ontving

| #      | Naam                 | Jupiler League | Jupiler League | KNVB beker | KNVB beker  | Totaal     | Totaal      |
| #      | Naam                 | Kreeg geel     | Weggestuurd    | Kreeg geel | Weggestuurd | Kreeg geel | Weggestuurd |
| ------ | -------------------- | -------------- | -------------- | ---------- | ----------- | ---------- | ----------- |
| 1      | 0Steven Edwards      | 6              | 0              | 0          | 0           | 6          | 0           |
| 2      | 0Migiel Zeller       | 4              | 1              | 0          | 0           | 4          | 1           |
| 3      | 0Thijs Hendriks      | 3              | 1              | 0          | 0           | 3          | 1           |
| 3      | 0Jop van Steen       | 4              | 0              | 0          | 0           | 4          | 0           |
| 3      | 0Kürşad Sürmeli      | 4              | 0              | 0          | 0           | 4          | 0           |
| 3      | 0Freek Thoone        | 4              | 0              | 0          | 0           | 4          | 0           |
| 3      | 0Frank Wiafe Danquah | 4              | 0              | 0          | 0           | 4          | 0           |
| 8      | 0Twan Smits          | 2              | 1              | 0          | 0           | 2          | 1           |
| 8      | 0Mehmet Dingil       | 3              | 0              | 0          | 0           | 3          | 0           |
| 8      | 0Rutger Worm         | 3              | 0              | 0          | 0           | 3          | 0           |
| 11     | 0Tim Konings         | 2              | 0              | 0          | 0           | 2          | 0           |
| 11     | 0Levi Raja Boean     | 2              | 0              | 0          | 0           | 2          | 0           |
| 13     | 0Nicky van de Groes  | 1              | 0              | 0          | 0           | 1          | 0           |
| 13     | 0Stefan Maletić      | 1              | 0              | 0          | 0           | 1          | 0           |
| 13     | 0Sergio Zijler       | 1              | 0              | 0          | 0           | 1          | 0           |
| Totaal | Totaal               | 44             | 3              | 0          | 0           | 44         | 3           |